# Aphonomorphus major
Aphonomorphus major är en insektsart som beskrevs av Lucien Chopard 1912. Aphonomorphus major ingår i släktet Aphonomorphus och familjen syrsor. Inga underarter finns listade i Catalogue of Life.